# ابن قزمان
أبو بكر بن قزمان (1078 – 1160) أحد أشهر شعراء الزجل في الأندلس، وهو يعد من أحد أصول هذا النوع من الشعر، ولد في قرطبة وتوفي بها خلال عهد المرابطين، لكن على ما يبدو قضى معظم وقته في إشبيلية.

## حياته
عاش ابن قزمان في القرن الخامس الهجري في أسرة كان لها حضور ثقافي وأدبي وسياسي في البيئة الأندلسية. وكان مبدعا، عاش حياته في اللذة والمتعة واقتناص لذات الحياة حتى في شهر رمضان المبارك. وهو يشبه أبا نواس في وصفه الخمر وذكر اللذات والشهوات الدنيوية.

## شعره
يعد ابن قزمان زعيم الزجالين خاصة في ديوانه المشهور«إصابة الأغراض في ذكر الأعراض» الذي وثقه الكثير من المستشرقين والدارسين المسلمين. وقد أشاد بشاعرية ابن قزمان الزجلية الدارسون القدماء أمثال: ابن خلدون والمقري وابن سعيد وابن الأبار وصفي الدين الحلي والدارسون المسلمون المحدثون كعبد العزيز الأهواني وإحسان عباس ومصطفى الشكعة والمستشرقون والمستعربون كجنزبرج Gunzberg، والمستشرق التشيكي نيكلA.R.Nykl، وكولان Colin، والإسباني إيميليو گارسيا كوميث، وكوريينتي، دون أن نغض الطرف عن المستشرق الروسي كراتشكوفسكي والمستشرق الإسباني أنخل گونثالث بالنثيا. أما ديوان الشاعر فقد حملته الأقدار من بلد لآخر، ومن يد لأخرى بصورة عجيبة وغريبة. وذكر علي مكي لهذا الديوان قصة طريفة نقلها عن المستشرق الروسي كراتشوفسكي تصور رحلة الديوان في المكان والزمان.
يتبين لنا من كل هذا أن المستشرقين الغربيين هم الذين اهتموا بابن قزمان وديوانه الشعري إلى أن أفرد له عبد العزيز الأهوان يقسما خاصا به في كتابه«الزجل في الأندلس». وسيتحقق للديوان الظهور في سنة 1990 م، وأن يظفر بتحقيق من قبل الإسباني فيديريكو كوريينتي تحت عنوان«ديوان ابن قزمان القرطبي: إصابة الأعراض في ذكر الأغراض» بتقديم الدكتور محمد علي مكي، وصدر عن المجلس الأعلى للثقافة بجمهورية مصر. وسيظهر لكوريينتي بعد ذلك في سنة 1989م كتاب بعنوان:«ابن قزمان: الزجال الأندلسي».
من مميزات شعر ابن قزمان أن زجله يعبر عن تمازج الحضارة الإسلامية بالحضارة الأيبيرية، كما تحضر اللغة الرومانثية بشكل ملحوظ في مفرداته وعباراته الشعرية، وهذا دليل على حضور اللاتينية في شعر ابن قزمان. كما يظهر زجله الشعري تشابه الشعر الأندلسي والشعر الأوربي على مستوى البناء والوزن والتقفية. أما إيقاع الزجل فقد أثار اختلافات متفاوتة بين الباحثين المسلمين والمستشرقين، فهناك من سار به مسارا إسلاميا، وهناك من قاربه على ضوء العروض المقطعي اللاتيني، وهناك من دافع عن خصوصيته الأندلسية المحلية. ولابد أن ننتبه إلى أن الأزجال زاخرة بالغنائية الموسيقية المشرقية والأندلسية المحلية.